# Jan Kazimierz Sapieha
Jan Kazimierz Sapieha el Joven (en lituano: Jonas Kazimieras Sapiega jaunesnysis) (1637–1720) fue un Gran Hetman desde 1682. Recibió el título de Duque en 1700. En 1681 se convirtió en el Hetman de Campo de Lituania y al año siguiente se convirtió en el voivoda de Vilna.
Es el fundador del Palacio de Sapieha en Vilnius, diseñado por Pietro Perti de Italia.